# Massimo Banzi
Massimo Banzi (Monza, 20 febbraio 1968) è un imprenditore e designer italiano.
Massimo Banzi è uno dei fondatori di Arduino ed è stato uno dei principali promotori del movimento Maker, inoltre, insieme a Davide Gomba, ha fondato Officine Arduino, primo fablab sorto in Italia, situato a Torino.

## Biografia

### Primi anni
Nato a Monza nel 1968, Massimo Banzi ha frequentato le scuole dell'obbligo e poi l'Itis, prima nella stessa Monza, poi a Desio. Dopo aver iniziato gli studi di Ingegneria presso il Politecnico di Milano, li ha abbandonati per iniziare lavorare nel mondo di internet. Assunto da Italia Online, una delle prime società di internet nate in Italia, si è trasferito poi a Londra dove ha lavorato per WorldCom e Sky.
Dopo essere stato consulente per Prada, Artemide, Persol, Whirlpool, V & A Museum e Adidas nei primi anni 2000 è stato associato alle attività didattiche dell'Interaction Design Institute Ivrea.

### Carriera imprenditoriale
Nel 2004 lo studente colombiano Hernando Barragán, nella sua tesi di master presso l'Interaction Design Institute Ivrea, ha presentato il progetto Wiring, avente lo scopo di creare uno strumento elettronico semplice ed economico rivolto anche a un pubblico non specializzato. Banzi, che, insieme a Casey Reas, era relatore della tesi di Barragán, nel 2005 ha presentato il progetto Arduino, che prevedeva lo sviluppo di una piattaforma di prototipazione elettronica open-source che si basasse su hardware e software flessibili e facili da programmare. Il team iniziale di Arduino, oltre che da Banzi, era composto da David Cuartielles, Tom Igoe, Gianluca Martino e David Mellis. Tuttavia, anche anni dopo, Barragán, divenuto docente all'Universidad de los Andes di Bogotà, ha lanciato accuse sull'ingiustizia e "mancanza di etica" da parte dei fondatori di Arduino, i quali mai gli avrebbero chiesto di far parte del progetto che, a suo dire, altro non era che una copia di Wiring.Wiring
Massimo Banzi è stato aggregato alle attività didattiche del Interaction Design Institute di Ivrea per quattro anni. Dopo la dismissione del centro, ha insegnato Interaction Design presso il Master of Arts in Interaction Design SUPSI, a Mendrisio, e presso il CIID (Copenhagen Institute of Interaction Design), a Copenaghen.

## Opere
- Massimo Banzi, Getting started with Arduino, O'Reilly, 2008.